# Batman: Mask of the Phantasm
Batman: Mask of the Phantasm er en amarikansk animationsfilm om superhelten Batman fra DC Comics. Den udkom i 1993 og blev instrueret af Eric Radomski og Bruce Timm. Det var en enkeltstående film-foresættelse af Batman: The Animated Series, og det var den første originale film, som blev udsendt i biograferne, der blev produceret af Warner Bros. Animation.

## Medvirkende
- Kevin Conroy som Bruce Wayne / Batman
- Mark Hamill som Jokeren
- Dana Delany som Andrea Beaumont / Phantasm
- Hart Bochner som City Councilman Arthur Reeves
- Stacy Keach som Carl Beaumont and voice of Phantasm
- Abe Vigoda som Salvatore "The Wheezer" Valestra
- Dick Miller som Charles "Chuckie" Sol
- John P. Ryan som Buzz Bronski
- Efrem Zimbalist Jr. som Alfred Pennyworth
- Bob Hastings som Commissioner James "Jim" Gordon
- Robert Costanzo som Detective Harvey Bullock
- Arleen Sorkin som Mrs. Bambi (ukrediteret)
- Ed Gilbert som Doctor and Police Dispatch
- Jeff Bennett som Burton Earny, helikopterbetjent #1 og politibetjent
- Charles Howerton som helikopterbetjent #2
- Neil Ross som Biker Thug
- Jane Downs, Pat Musick, Vernee Watson-Johnson, Peter Renaday, Thom Pinto og Marilu Henner som yderligere stemmer